# Bultaco El Tigre
La Bultaco El Tigre fou un model de motocicleta de turisme fabricat per Bultaco entre 1966 i 1969. Era una moto pensada per al mercat dels EUA, on es comercialitzà quasi en exclusiva, i la seva estètica seguia la moda Street Scrambler (és a dir, "motocròs de carrer"), molt popular a l'Amèrica del Nord en aquella època. Inicialment, la "Tigre" es comercialitzà amb motor de 200 cc, ja que derivada directament de la Mercurio 200, i el 1969 es remodelà completament, agafant aquesta vegada com a base la Metralla Mk2 de 250 cc (un model esportiu que als EUA no havia tingut tant d'èxit com a Europa i que acumulava estocs sense vendre).
Llevat del motor, totes dues versions compartien les mateixes característiques generals: motor de dos temps monocilíndric refrigerat per aire, bastidor de bressol simple, frens de tambor i amortidors de forquilla convencional davant i telescòpics darrere.

## Història
Les motos de tipus Street Scrambler tingueren força tirada durant les dècades de 1960 i 1970, especialment als EUA però també a Europa (on un dels seus màxims exponents fou la Ducati Scrambler, fabricada per Mototrans entre 1970 i 1976). Aprofitant la popularitat que el motocròs havia aconseguit durant aquells anys, molts fabricants s'apuntaren a la moda, consistent bàsicament en dotar d'aspecte de motocicleta de motocròs una de carretera. Amb aquesta finalitat, se'ls instal·lava un manillar alt, rodes de tacs (sobretot, la posterior) i un tub d'escapament aixecat. La resta, però, continuava pràcticament igual que al model corresponent de carretera, de manera que tot i semblar una moto preparada per a circular amb eficiència per fora d'asfalt, en realitat era una simple moto de carretera "disfressada".
Bultaco s'afegí a la llista de fabricants d'aquesta mena de motocicletes, inicialment amb l'El Tigre 200 i després, amb la 250. Aquesta darrera partia de la base de la Metralla Mk2 de 1966, una moto de grans prestacions esportives però cara. Afegint a això el fet que als EUA agradaven més les motos "Scrambler" que no pas les de tipus cafe racer (com podia ser la Metralla), aquest model no es venia gaire bé als EUA i l'empresa va decidir, doncs, adaptar la Metralla Mk2 als gustos d'aquell mercat tot dotant-la de l'estètica adient. L'El Tigre 250 es fabricà durant un any i se'n produïren només uns pocs centenars (se'n vengueren amb prou feines 700 unitats).

## Versions

### Llista de versions produïdes
| Id. Model | Versió | Cilindrada | Anys        | Núm. Sèrie | Pintura dipòsit                            |
| --------- | ------ | ---------- | ----------- | ---------- | ------------------------------------------ |
| 5T-35     | USA    | 200        | 1966 - 1968 | ?          | Groc amb franja negra (Base: Mercurio)     |
| 1T-23     | USA    | 250        | 1969        | ?          | Groc amb franja negra (Base: Metralla Mk2) |

### 200
Fitxa tècnica
| Bultaco El Tigre 200 | Bultaco El Tigre 200        |
| --- | --------------------------- |
| Id. Model | 5T-35                       |
| Núm. Sèrie | ?                           |
| Anys | 1966 - 1968                 |
| CC | 196,04                      |
| Diàmetre x Carrera | 64,5 x 60 mm                |
| Compressió | 10:1                        |
| CV | 20,2 a 7.000 rpm            |
| Carburador | Amal 376/25                 |
| Canvi | 4 velocitats                |
| Suspensió davant | Forquilla telescòpica       |
| Suspensió darrera | Amortidors hidràulics       |
| Pneumàtic davant | 2,75 x 18"                  |
| Pneumàtic darrera | 3 x 18"                     |
| Frens davant | Tambor 160 x 35 mm          |
| Frens darrera | Tambor 140 x 40 mm          |
| Pes en sec | 95 Kg                       |
| Dipòsit | Groc amb franja negra (8 l) |
| \| • Dimensions \| \| --------------------------------------------------------------------------------------------------------------------------------------------------------- \| \| - Longitud total: 1.955 mm - Distància entre eixos: 1.315 mm - Alçada selló: 787 mm - Manillar (ample x alt): 736 x 1.143 mm - Velocitat màxima: 129 km/h \| |                             |
| • Dimensions |                             |
| - Longitud total: 1.955 mm - Distància entre eixos: 1.315 mm - Alçada selló: 787 mm - Manillar (ample x alt): 736 x 1.143 mm - Velocitat màxima: 129 km/h |                             |

### 250
Fitxa tècnica
| Bultaco El Tigre 250 | Bultaco El Tigre 250        | Bultaco El Tigre 250 |
| --- | --------------------------- | -------------------- |
| Id. Model | 1T-23                       |                      |
| Núm. Sèrie | ?                           |                      |
| Anys | 1969                        |                      |
| CC | 244,29                      |                      |
| Diàmetre x Carrera | 72 x 60 mm                  |                      |
| Compressió | ?                           |                      |
| CV | 27,6 a 7.500 rpm            |                      |
| Carburador | Amal 376/30                 |                      |
| Canvi | 5 velocitats                |                      |
| Suspensió davant | Forquilla telescòpica       |                      |
| Suspensió darrera | Amortidors hidràulics       |                      |
| Pneumàtic davant | 2,75 x 18"                  |                      |
| Pneumàtic darrera | 3 x 18"                     |                      |
| Frens davant | Tambor 160 mm               |                      |
| Frens darrera | Tambor 160 mm               |                      |
| Pes en sec | 102 Kg                      |                      |
| Dipòsit | Groc amb franja negra (8 l) |                      |
| \| • Dimensions \| \| ----------------------------------------------------------------------------------------- \| \| - Distància entre eixos: 1.315 mm - Longitud total: 1.955 mm - Velocitat màxima: 155 km/h \| |                             |                      |
| • Dimensions |                             |                      |
| - Distància entre eixos: 1.315 mm - Longitud total: 1.955 mm - Velocitat màxima: 155 km/h |                             |                      |